# Cantón de Gy
El cantón de Gy era una división administrativa francesa, que estaba situada en el departamento de Alto Saona y la región de Franco Condado.

## Composición
El cantón estaba formado por veinte comunas:
- Autoreille
- Bonnevent-Velloreille
- Bucey-lès-Gy
- Choye
- Citey
- Étrelles-et-la-Montbleuse
- Frasne-le-Château
- Gézier-et-Fontenelay
- Gy
- La Chapelle-Saint-Quillain
- Montboillon
- Oiselay-et-Grachaux
- Vantoux-et-Longevelle
- Vaux-le-Moncelot
- Velleclaire
- Vellefrey-et-Vellefrange
- Vellemoz
- Velloreille-lès-Choye
- Villefrancon
- Villers-Chemin-et-Mont-lès-Étrelles

## Supresión del cantón de Gy
En aplicación del Decreto nº 2014-164 de 17 de febrero de 2014, el cantón de Gy fue suprimido el 22 de marzo de 2015 y sus 20 comunas pasaron a formar parte; catorce del nuevo cantón de Marnay y seis al nuevo cantón de Scey-sur-Saône-et-Saint-Albin.